# R258 (route russe)
Pour les articles homonymes, voir Baikal.
Ne pas confondre avec la route régionale 25N-209 aussi dénommée « Baïkal »
La route fédérale R-258 « Baïkal » (en russe: Федера́льная автомоби́льная доро́га Р258 «Байкал», Federalnaya avtomobilnaya doroga «Baïkal») appelée aussi « route du Baïkal » (par référence au lac qu'elle longe en partie), est une route fédérale située en Sibérie qui relie les villes d'Irkoutsk et de Tchita, en passant par Oulan-Oudé. Elle constitue un des tronçons de l'unique route bituminée reliant la Russie européenne à Vladivostok et aux principales agglomérations de Sibérie, ainsi qu'à de nombreux lieux d'extraction de ressources. Elle traverse des étendues diverses; des plaines, des steppes et de la taïga, le tout sur plus de 1100 kilomètres.

## Description
La R258, dénommée Magistrale 53 (ou ) avant le 1er janvier 2018, relie les villes d'Irkoutsk et de Tchita via Oulan-Oudé en traversant trois sujets fédéraux; l'oblast d'Irkoutsk, la République de Bouriatie et le Kraï de Transbaïkalie. Elle mesure 1106 kilomètres, à travers des écosystèmes et climats variés, ce qui fait que les températures peuvent passer de +40 degrés en été à -54 degrés en hiver. Les principaux climats sont le climat continental et le climat subarctique. La température moyenne en janvier est de -24, alors qu'elle l'est de +20 en juillet.
La route voit passer de nombreux phénomènes météorologiques, pouvant la rendre dangereuse comme le verglas, les brouillards et les inondations selon la saison. Certaines sections de la route sont fortement accidentogènes, dont la partie en lacet de Chelekhov à Koultouk, qui est en rénovation pour réduire le nombre d'accidents. Outre les trois agglomérations, le trafic est modéré sur la route. La largeur de la chaussée est de 7 mètres.

## Itinéraire

### Oblast d'Irkoutsk
Ville d'Irkoutsk, km 0
- Rue Frolova, km 11

- Rue Promychlennaïa (vers Markova), km 12

Raïon de Chelekov, km 12
- Smolenchtchina, km 13

Ville de Chelekhov, km 17
- Rivière Olkha, km 17
- Intersection Rue Ostrovskogo, km 18
- Intersection Rue Izvestkovaya, , km 19
- Transsibérien, km 19
- Place Trouda, , km 19
- Rue Timofeïa Panjina, km 20
- Rue Kabelchtchikov vers Baklashi, km 21

Raïon de Chelekov, km 23
- Échangeur entre  et  (contournement sud d'Irkoutsk), km 26
- Chistyye Klyoutchi, km 31
- La route entre le km 44 et le km 57. Intersection Rue Magistralnaïa, village de Moty, km 46

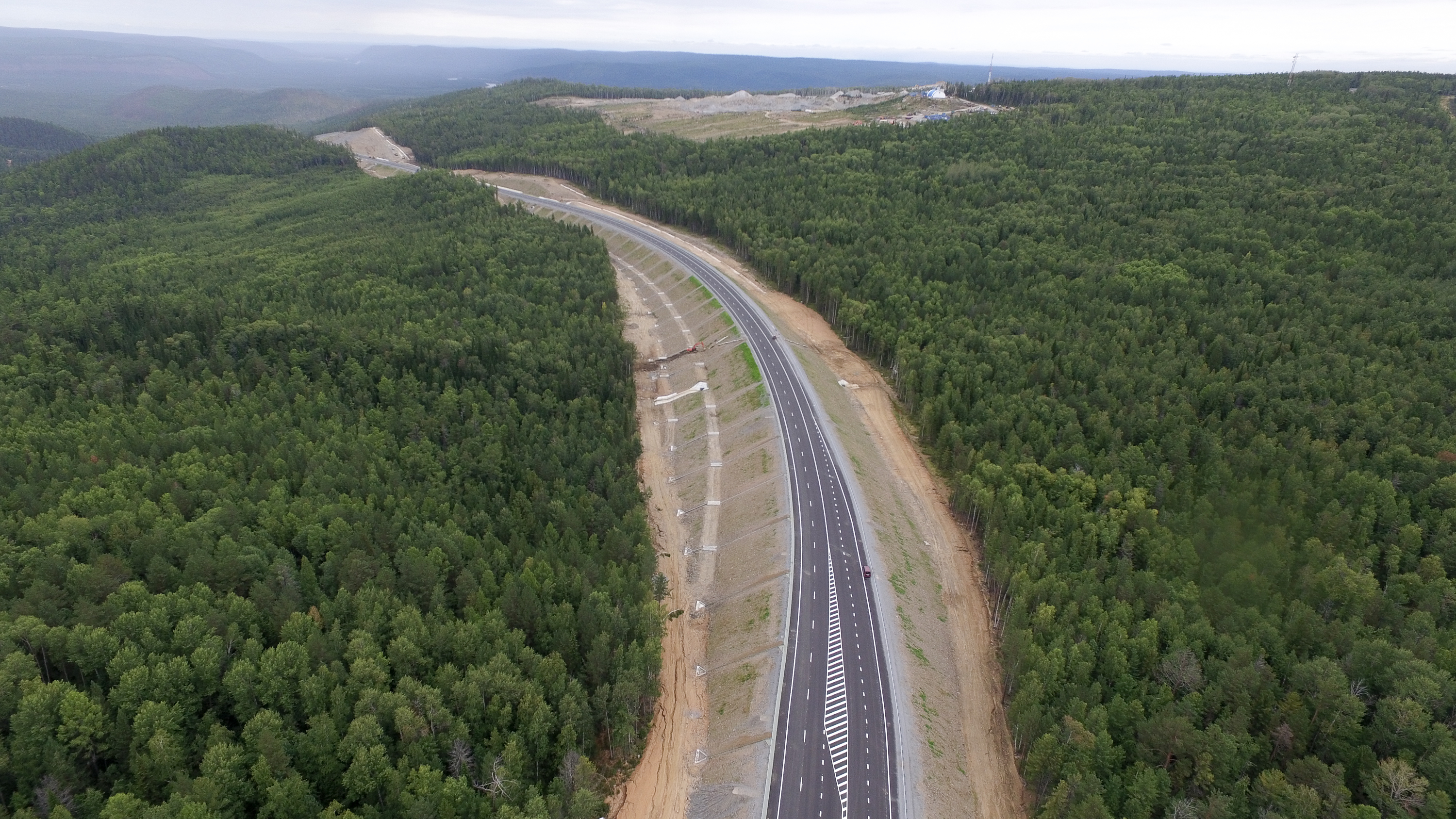
La route entre le km 44 et le km 57.

- Intersection vers Podkamennaïa, km 56
- Gramatoukha, km 65
- Bolchaïa Gloubokaïa, km 72
- Transsibérien, km 75
- Khouzino, km 75
- Intersection vers Andrianovskaïa, km 83

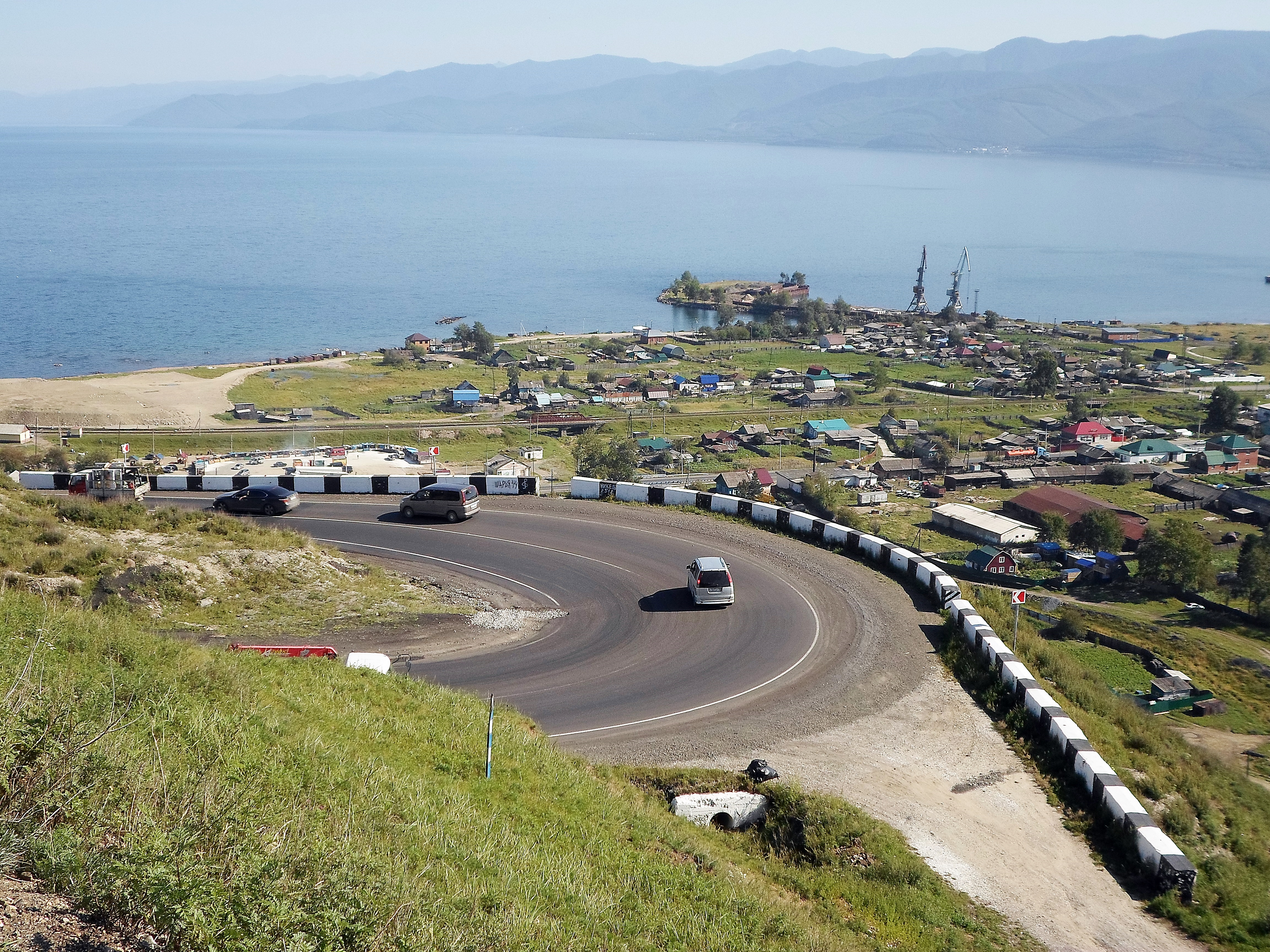
La route en descendant vers Koultouk avec le Baïkal.

- Transsibérien, km 83

Raïon de Slioudianka, km 85
- Transsibérien, km 97
- La route en descendant vers Koultouk avec le Baïkal.Koultouk (entrée),  Lac Baïkal
- Aire de repos avec point d'observation sur le Baïkal, km 97

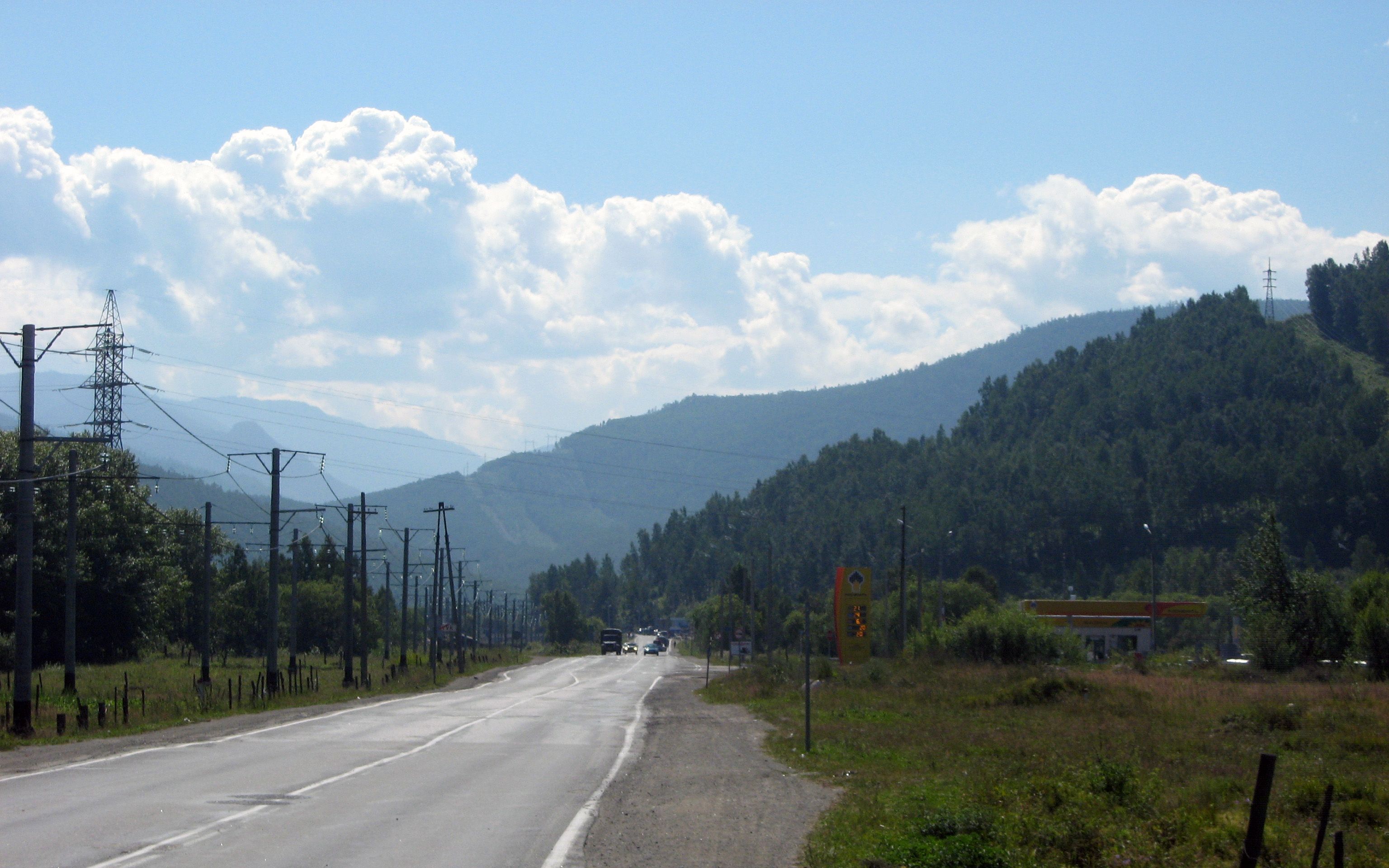
La route entre Koultouk et Slioudanka avec les Monts Khamar-Daban.

- La route entre Koultouk et Slioudanka avec les Monts Khamar-Daban. Intersection avec l' vers la Tounka, km 101

- Slioudanka (entrée), km 103
- Rivière Pokhabika, km 108
- Rivière Slioudanka, km 110
- Centre de Slioudanka, km 111
- Sortie de Slioudanka, km 112
- Soukhoï Routcheï, km 114
- Bourovchtchina, km 118
- Mouraveï, km 122
- Mangoutaï, km 127
- Rivière Bezymyannaïa
- Orekhovo,  Aire de repos , km 136
- Rivière Outoulik, km 140
- Outoulik, km 141
- Rivière Bakhba, km 143
- Baïkalsk, km 143
- Intersection Rue Privokzalnaïa, km 147
- Rivière Solzan, km 149
- Sortie vers centre de Baïkalk, km 149
- Solzan, km 153
- Rivière Khara-Mourin, km 168
- Intersection vers Mourino, km 168
- Intersection vers Novosnezhnaya, km 181
- Aire de repos Stèle de bienvenue de l'Oblast d'Irkoutsk, km 183

### République de Bouriatie

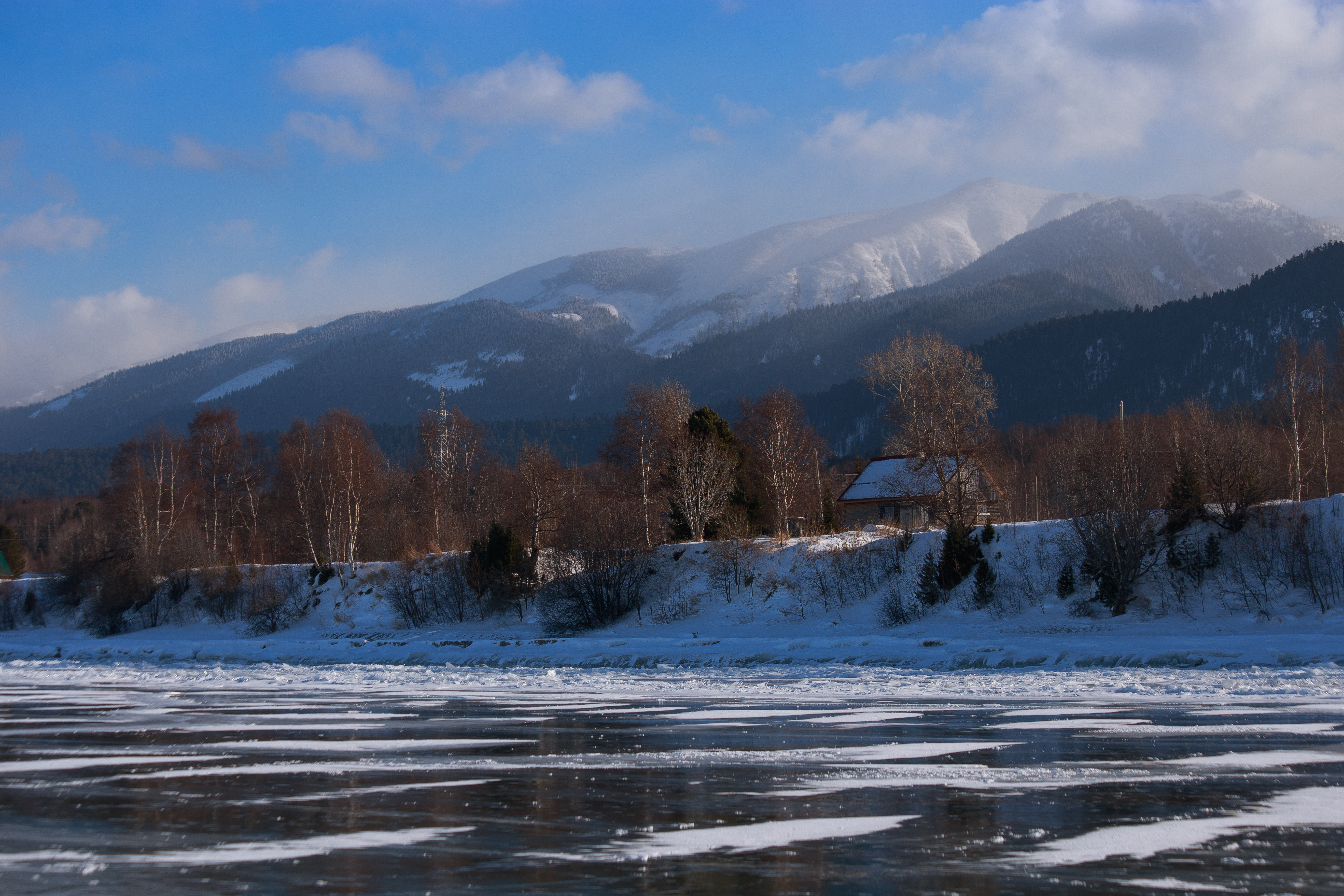
Les monts Khamar-Daban et le Baïkal en hiver. La route est cachée par le transsibérien.

Raïon de Kabansk, km 183
- Rivière Snejnaïa

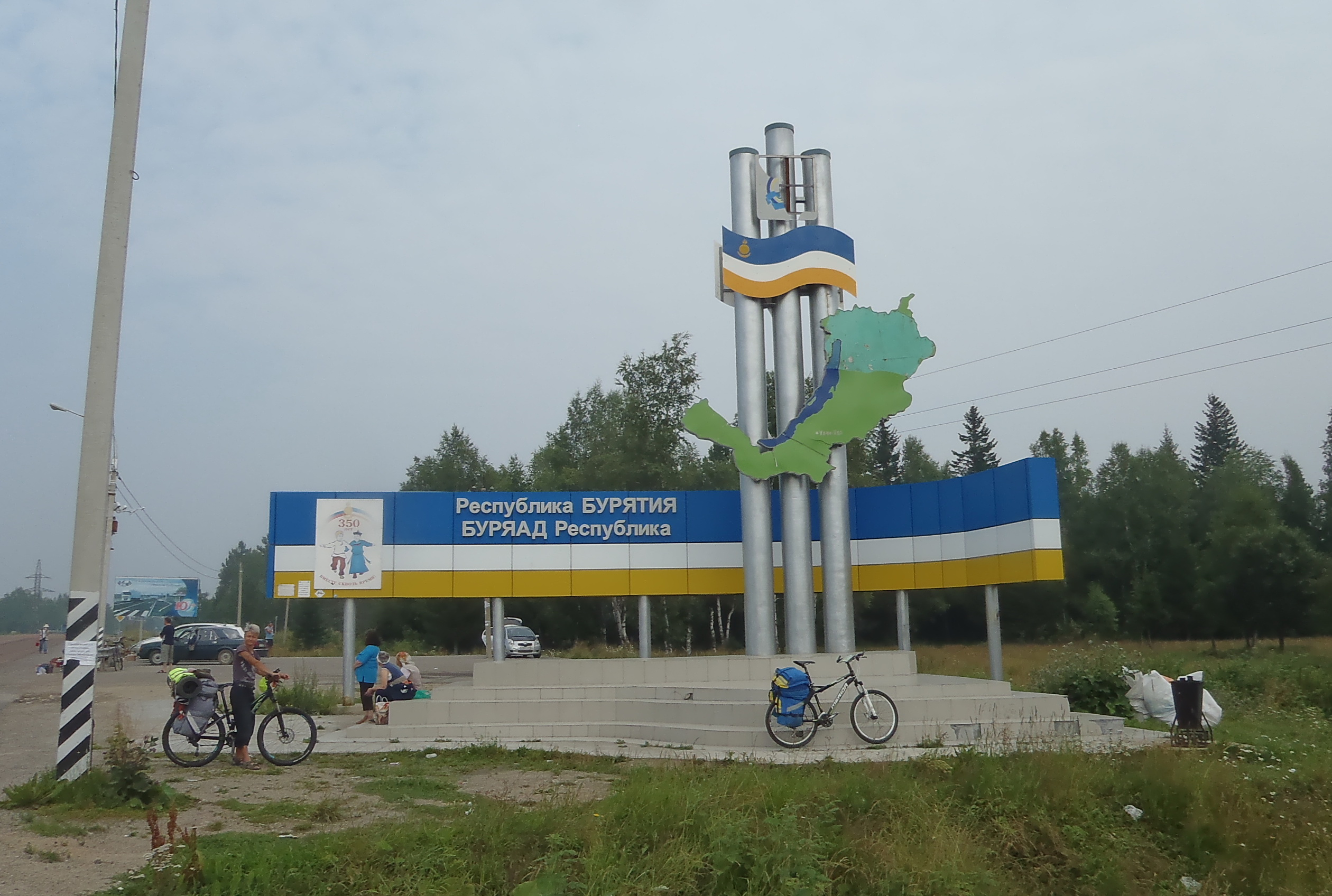
Stèle d'entrée en Bouriatie.

- Rue Verkhnyaïa Naberejnaïa, commune de Vydrino, km 184
- Tolbazikha, km 188
- Rivière Osinovka, km 191
- Mamaï, km 194
- Rechka Vydrino, km 201
- Rivière Vydrinaïa, km 201
- Rivière Osinovka, km 204
- Kedrovaïa, km 207
- Rivière Asonovka, km 209
- Intersection Rue Tsentralnaïa, commune de Tankhoï, km 220
- Intersection Rue Tsentralnaïa, Tankhoï, km 222
- Aire de service , km 222
- Rivière Pereyemnaïa, km 225Les monts Khamar-Daban et le Baïkal en hiver. La route est cachée par le transsibérien.
- Pereyemnaïa, km 231
- Priboï, km 244
- Rivière Michika, commune de la Rivière Michika, km 255
- Michika, km 258
- Kliouïevka, km 271
- Babouchkine, km 227
- Aire de service , km 277
- Sortie de Babouchkine, km 281
- Telnaïa, km 285
- Gremyatchiy, km 287
- Mantourikha, km 291
- Soukhoï Routcheï, km 296
- Boyarskiy, km 301
- Intersection vers Koultouchnaïa , km 308
- Intersection vers  Baikalskii Priboï, km 315
- Intersection avec la 03K-018 vers Possolskoïe et Bolchaya Retchka, km 322
- Rivière Bolchaya Retchka, km 326
- Posolskaïa, km 327
- Gorny, km 330
- Transsibérien, km 335
- Bagoulnik, km 337
- Intersection avec la 81K-017 vers Kamensk et Kabansk, km 344
- Aire de service , km 347
- Intersection avec la 81K-040 vers Kabansk, commune de Beregovaïa, km 356
- Aire de service , km 356
- Selenguinsk, km 362
- Briansk, km 365
- Intersection avec la 81K-019 vers la Réserve de Kabansk, Koudara, km 367
- Aire de service , km 367
- Tarakanovka, km 372
- Aire de repos , km 375

Raïon du Baïkal, km 375
- Mostovka, km 376
- Talovka, km 381
- Yougovo, km 384
- Talovka, km 385
- Troïtskoïe, km 389
- La route à Ilinka.Ilinka,  Aire de service ,  Aire de repos , km 393
- Tataourovo, km 406
- Transsibérien, km 411
- Staroïe Tataourovo, km 412

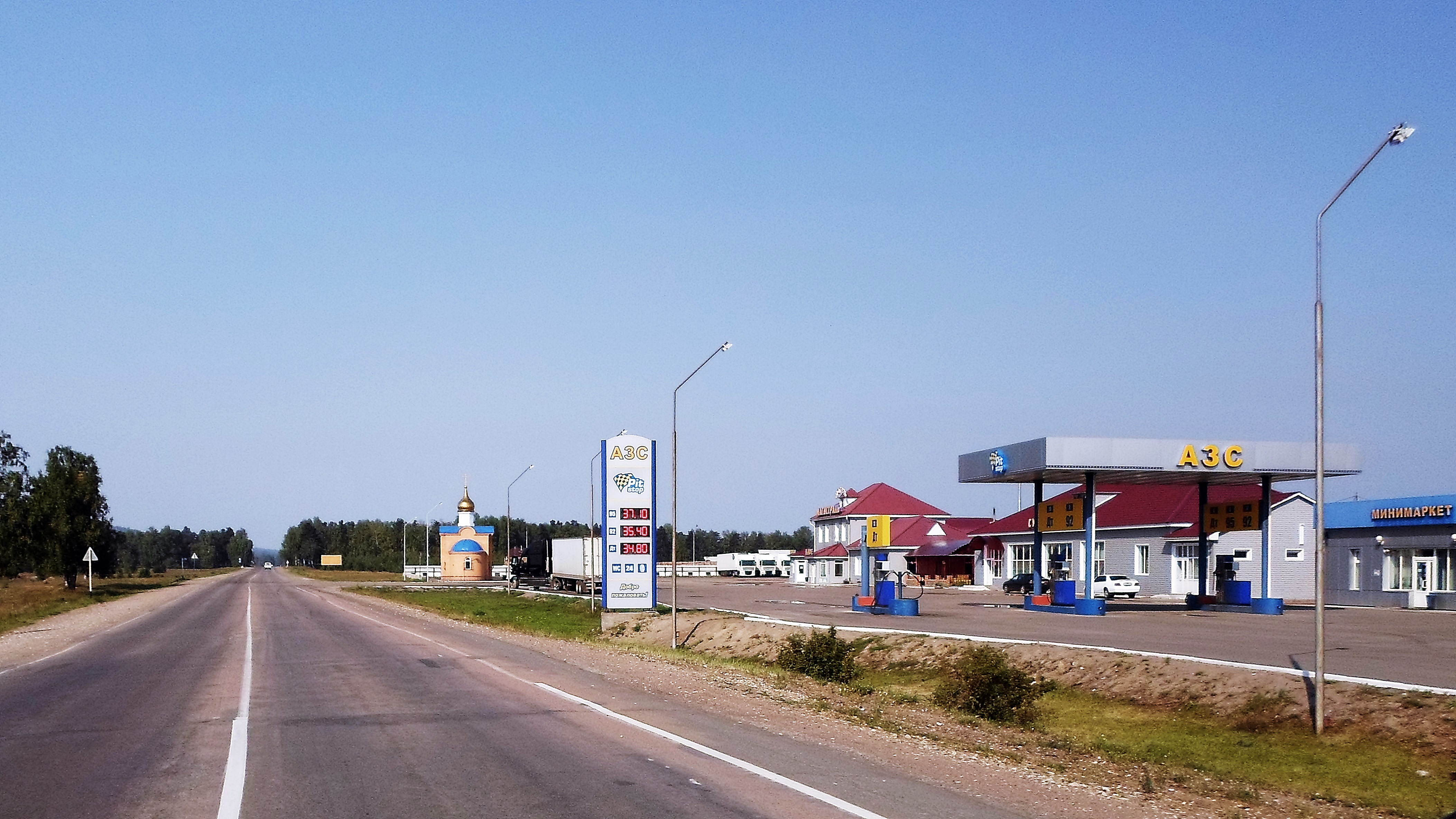
La route à Ilinka.

- Aire de repos avec point d'observation sur la Selenga, km 417
- Yelovka, km 421

Raïon d'Ivolguinsk, 426
- Ochourkovo, km 434
- Sotnikovo, km 442
- Rue de Kabansk, km 448

Ville d'Oulan-Oudé, km 448

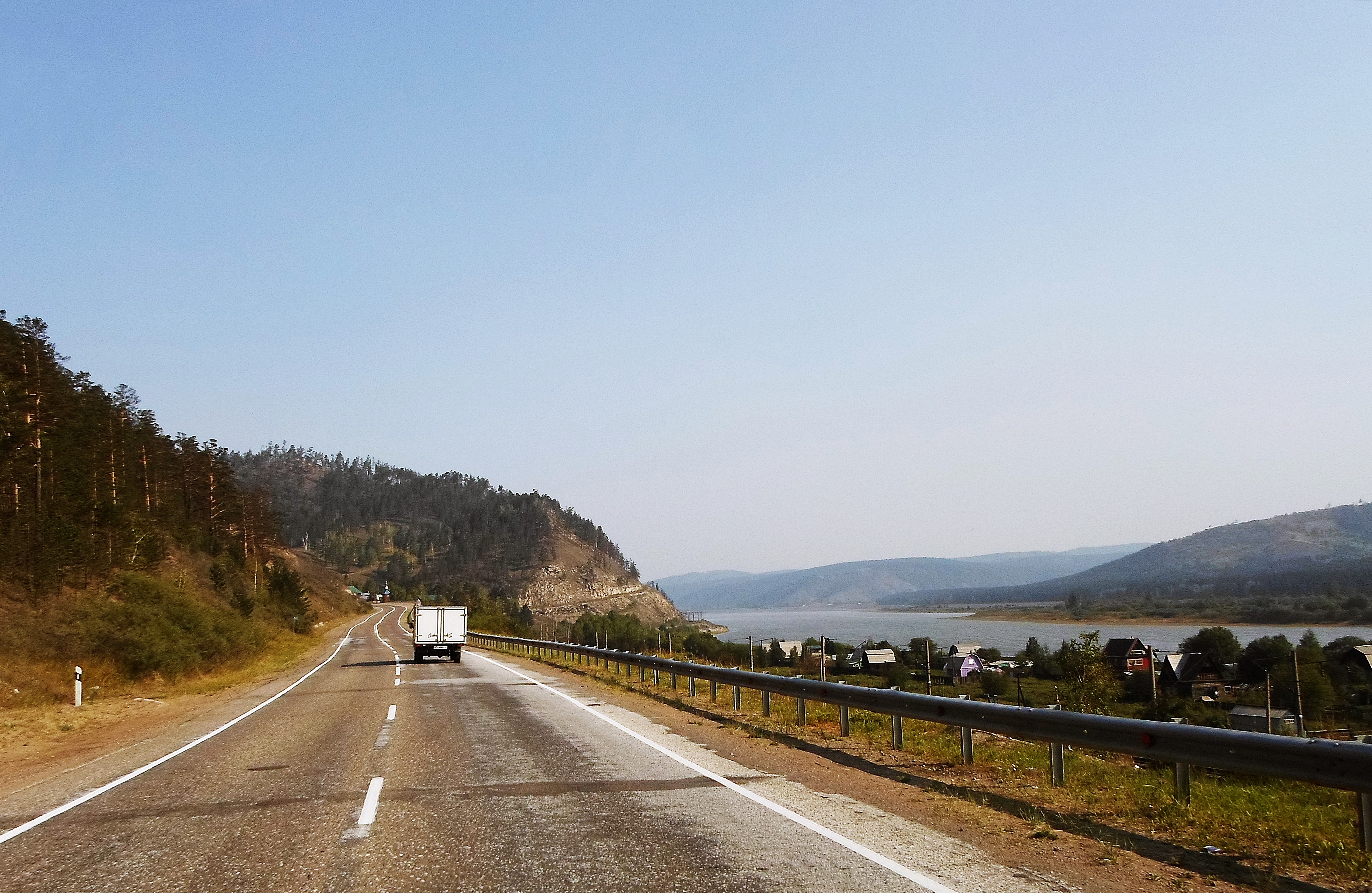
La route à Yelovka avec la Selenga à droite.

- Zaretchny, Arrondissement Soviétique, km 448
- Rue Dalnegurulbinskaïa, Sovremennik, Arrondissement Soviétique, km 450
- Échangeur entre  et Rue Dorozhnaïa  vers le centre d'Oulan-Oudé, km 451
- , Soldatskii, km 451
- Échangeur entre  et rue de l'aéroport, vers l'aéroport international Baïkal, Istok, km 454
- , km 454

Raïon d'Ivolguinsk, km 455
- Rivière Ivloga, km 456
- Souja, km 457

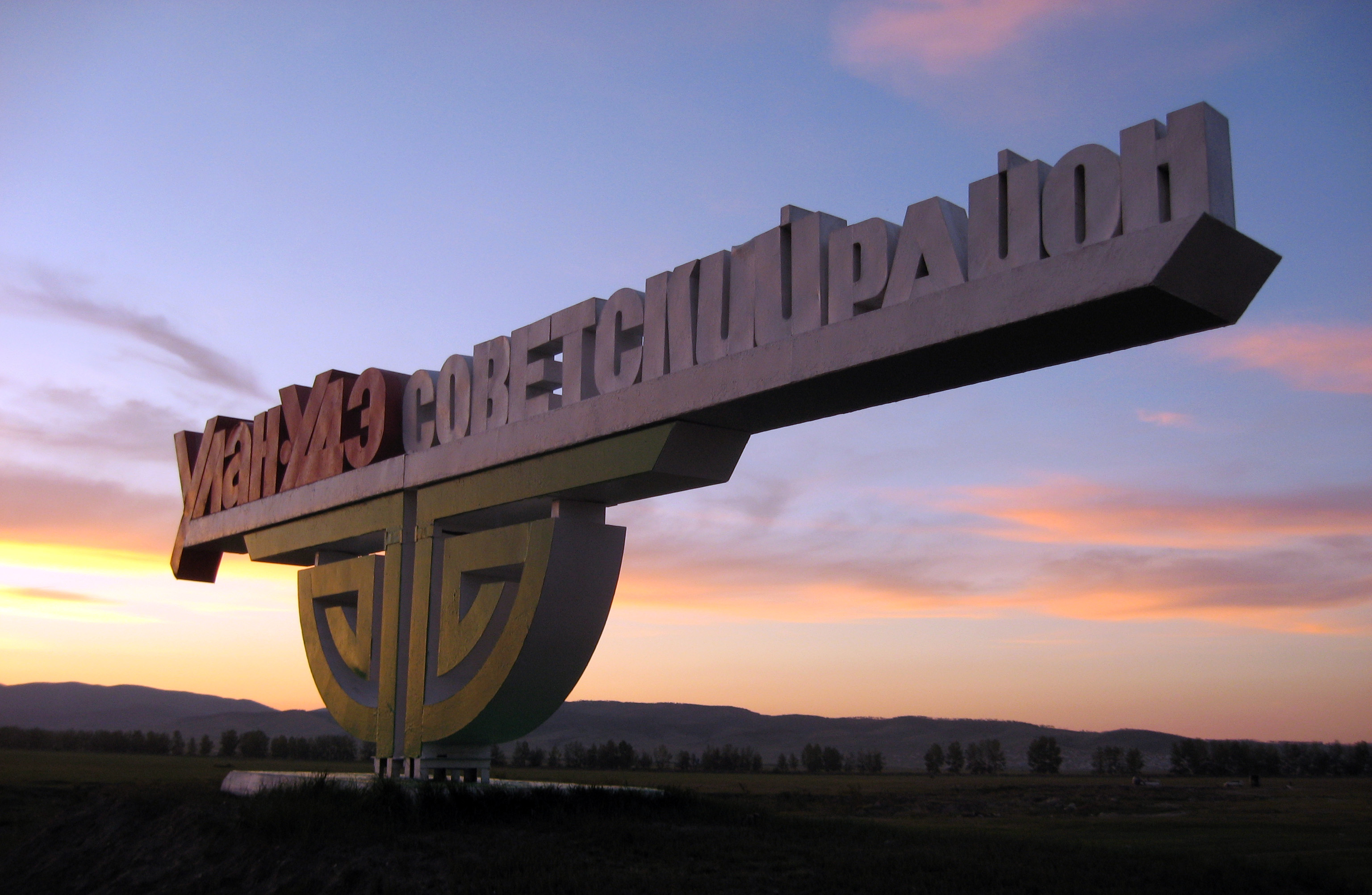
Stèle d'entrée à Oulan-Oudé

- Échangeur entre  et  vers Zakamensk, Nour-Selenie, km 459

Raïon de Tarbagataï
- Rivière Selenga, km 463
- Route Moukhorchibirskiy vers Oulan-Oudé-sud, Voznesenovka, km 465
- Sayantouï, km 468
- Saratovka, km 473
- Tarbagataï, km 493
- Intersections avec la 81K-006 vers Okino-Klioutchi et Nikolaïevski, km 495
- Bournachevo, km 502
- Dessiatnikovo, km 506

Raïon de Moukhorchibir, km 519
- Bar, km 524

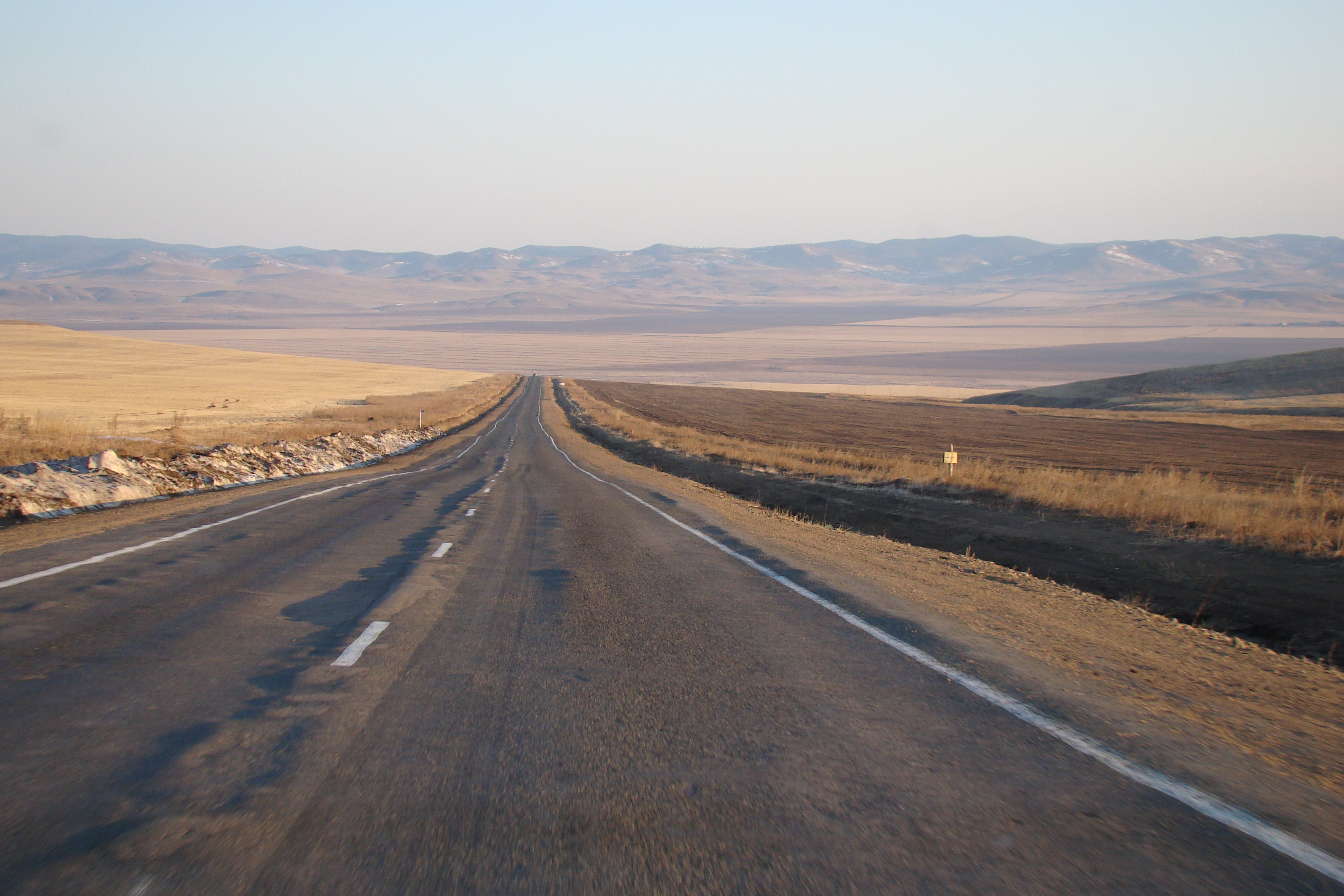
La route avant Bar.

- Intersection Rue Dorjiyeva, Khcchoun-Ouzour, km 530
- Rivière Tougouny, km 543
- Intersections avec la 81A-004 vers le raïon de Bitchoura,  Aire de service  , km 557
- Moukhorchibir, km 560
- Kharachibir, km 573
- Khonkholoï, km 593
- Nikolsk,  Aire de service , km 604
- Aire de repos Stèle de bienvenue de la Bouriatie, km 613Stèle de bienvenue en Bouriatie avec le panneau M55.

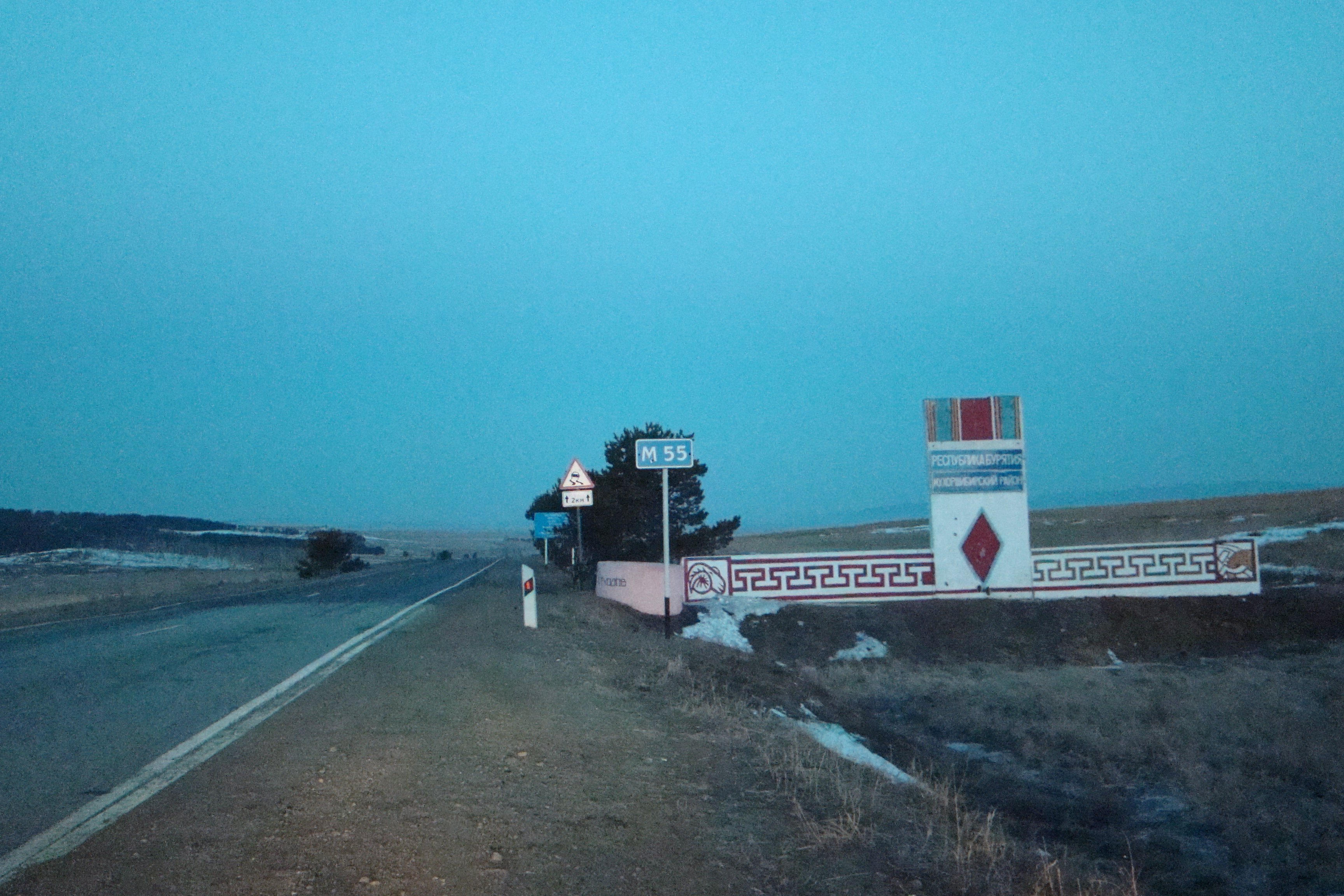
Stèle de bienvenue en Bouriatie avec le panneau M55.

### Kraï de Transbaïkalie

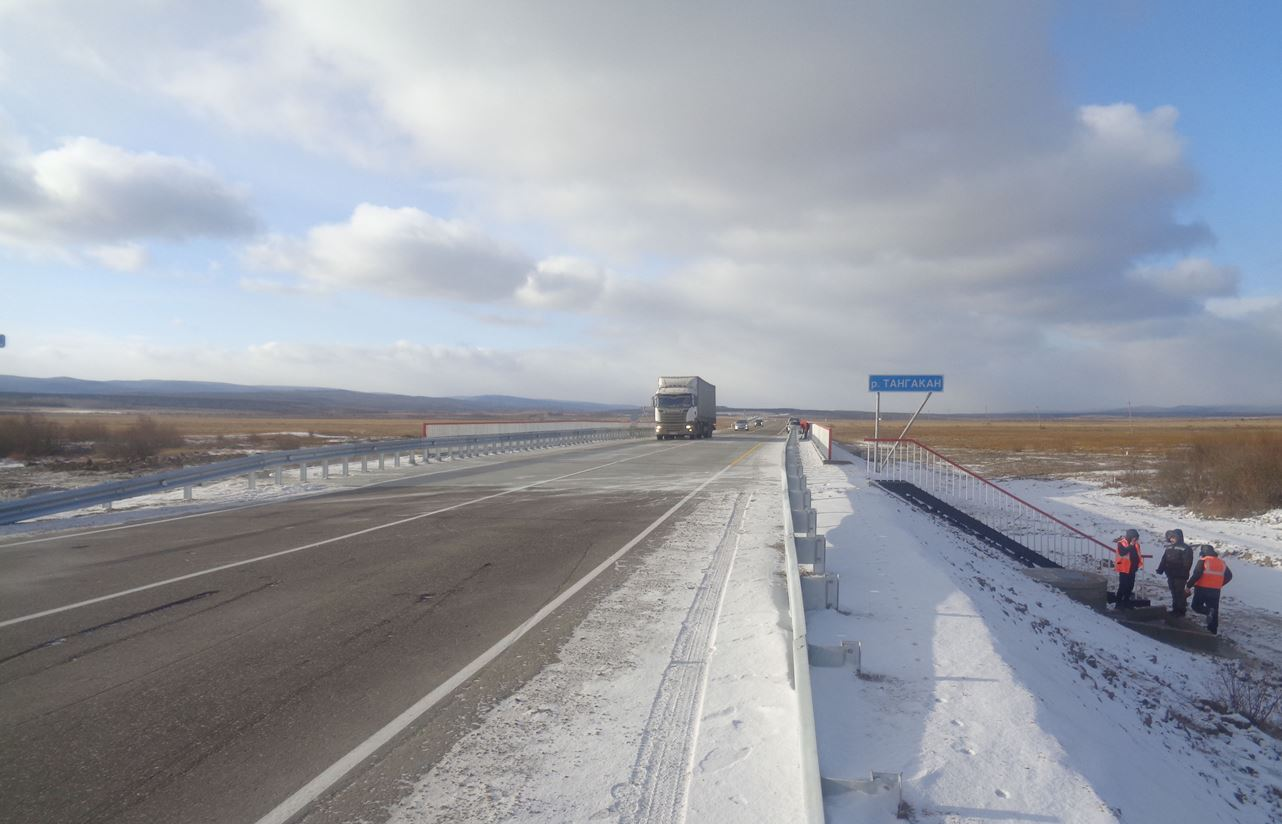
La route au pk 901.

Raïon de Petrovsk-Zabaïkalski, km 613
- Kharaouz, km 616
- Intersection vers Sagan-Nour, km 618

Ville de Petrovsk-Zabaïkalski, km 644
- Intersection avec la rue Molodyozhnaïa vers Petrovsk-Zabaïkalski-ouest, km 640
- Aire de service , km 640
- Rivière Soutourin-Kiloutch, km 647
- Rivière Balyga, km 651
- Transsibérien, km 651
- Intersection avec la rue Lazo vers Petrovsk-Zabaïkalski-est, km 652

Raïon de Petrovsk-Zabaïkalski, km 654
- Intersection avec la 76K-018 vers Balyaga et le raïon de Krasny Chikoy, commune de Golyatkino, km 656
- Tarbagataï, km 670
- Novopavlovka,  Aire de service , km 678
- Khokhotouï, km 714

Raïon de Khilok, km 723
- Zakulta, km 729
- Intersection avec la 76K-204 vers Kijinga, km 730
- Intersection avec la 76K-128 vers Bada, km 736
- Zouroun, km 749
- Rivière Glinka, km 755
- Intersection vers Zhipkhegen, km 758
- Transsibérien, km 758
- Khilok, km 787
- Intersection Rue Karl Marx, km 790La route au sud de Khilok

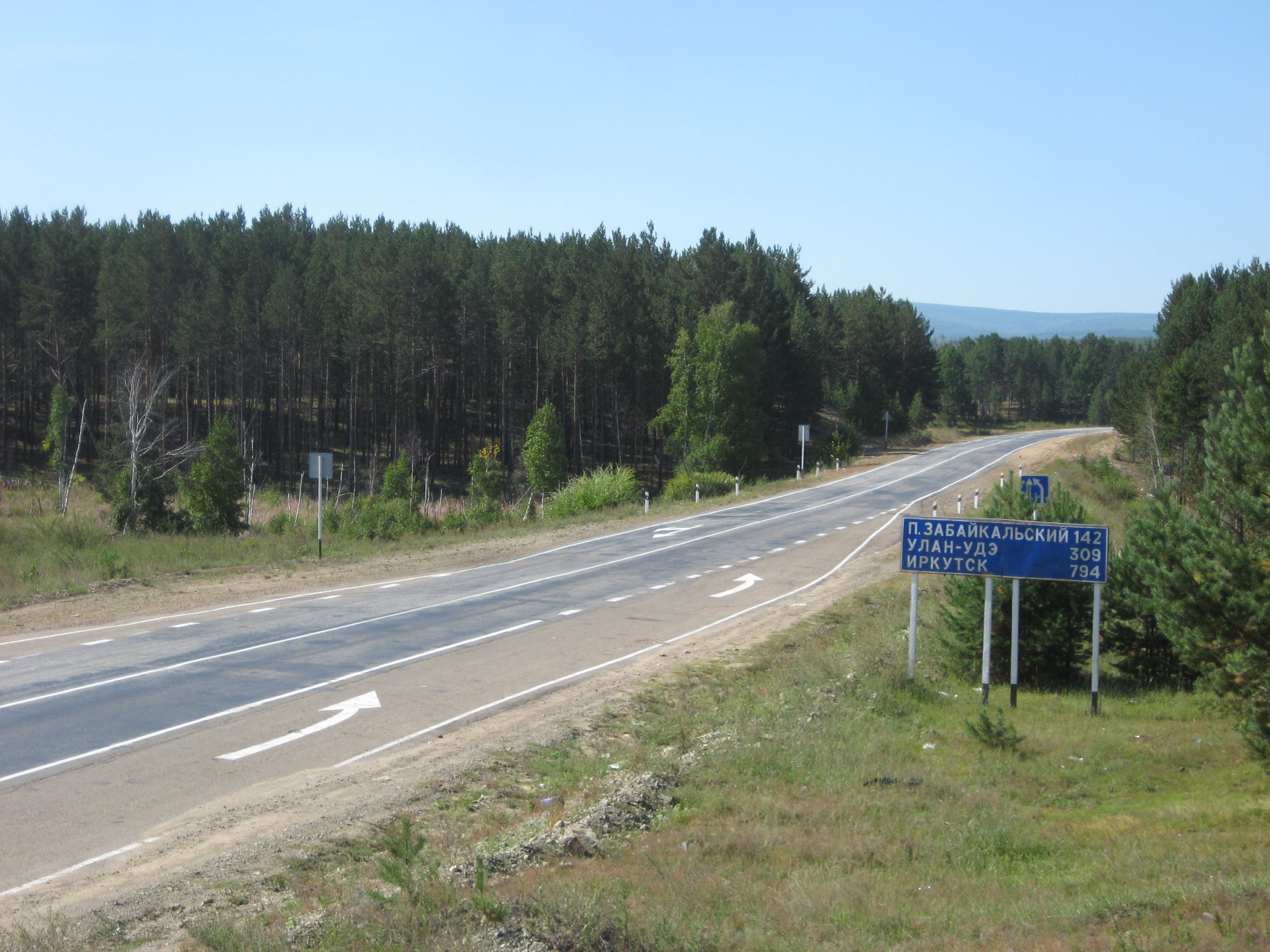
La route au sud de Khilok

- Intersection Rue Tratkovaïa,  Aire de service , Sortie de Khilok, km 794
- Intersection avec la 76H-023 vers Novaïa Kouka via Kharagoun, km 796
- Rivière Bloudnaïa, km 807
- Oulyastouï, km 818
- Khilogoson, km 825
- Intersection avec la 76H-129 vers Tcheremkhovo, km 841

Raïon d'Oulioty, km 864
- Areï,  Lac Areiskoïe,  km 884
- Novossaliïa, km 897La route au pk 901.

- Tanga, km 906
- Nikolaïevskoïe,  Lac Nikolaïevskoïe km 927
- Gorekatsan, km 939
- Intersection vers Doroninskoïe, km 955
- Ablatouïski Bor, km 962
- Lac Satpetryanoïe et la route vu de l'espace. Intersection vers  Lac Saltpetryanoïe, km 968
- Balzoy, km 984

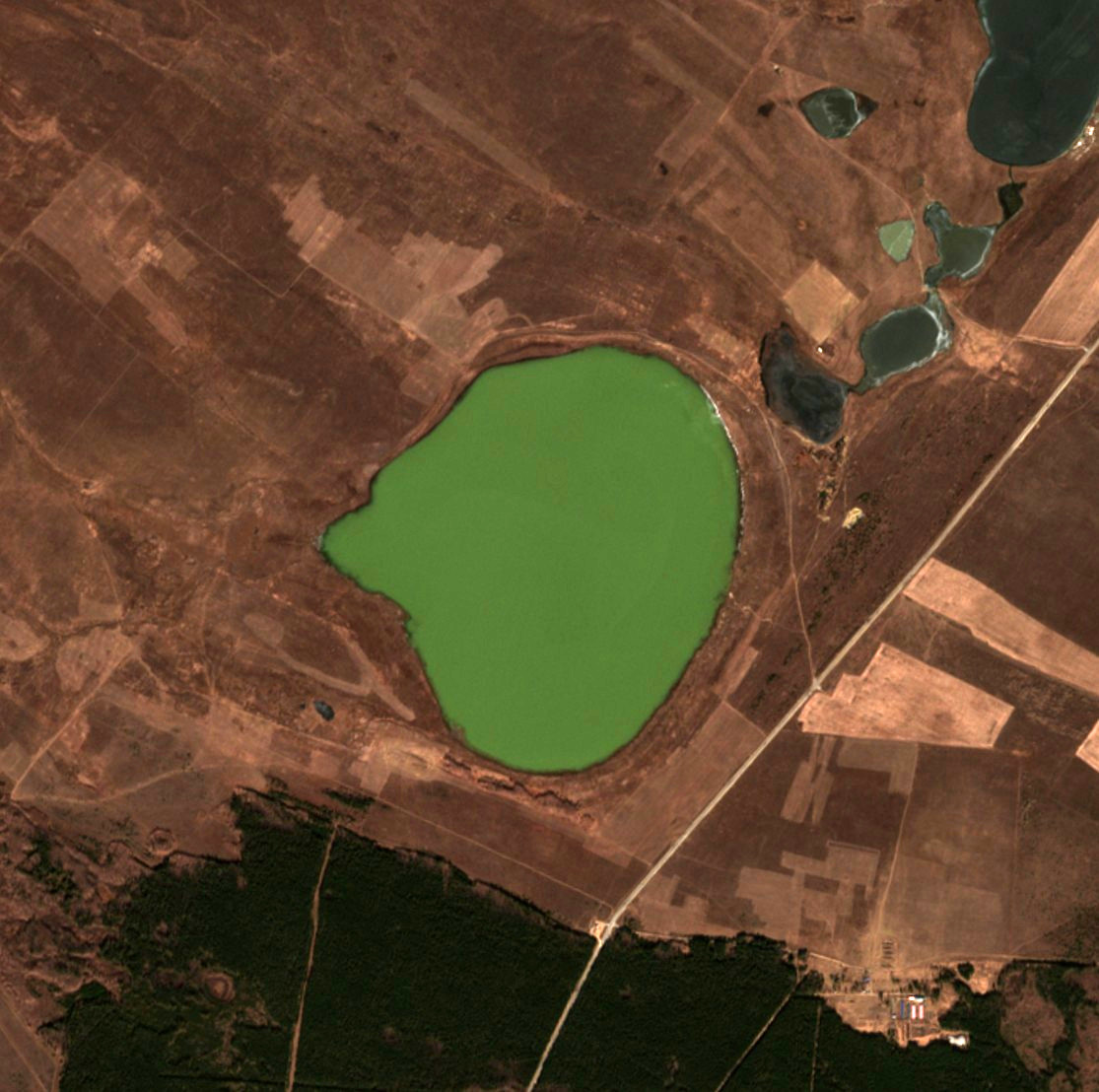
Lac Satpetryanoïe et la route vu de l'espace.

- Intersection vers Oulyoti, km 985
- Intersection vers Oulyoti,  Aire de service , km 991
- Kadakhta, km 999
- Tcheremkovo, km 1011
- Intersection vers Tataourovo, km 1029
- Intersection avec la 76K-123 vers Gorny et Drovyanaïa, km 1035

Raïon de Tchita, km 1041
- Khvoyny, km 1042
- Lesnoï Gorodok, km 1050
- Transsibérien, km 1051
- Staraïa Kouka, km 1053
- Novaïa Kouka, km 1057
- Intersection avec la 76K-141 vers Ingoda et Domna, km 1061
- Transsibérien, km 1063
- Intersection avec la 76H-023 vers Khilok via Kharagoun, km 1063
- Intersection vers Domno-Klioutchi, km 1070
- Rivière Domna, km 1071
- Kolochnoïe-2, km 1078

Ville de Tchita, Arrondissement Tchernovski, km 1080
- Intersection route Dvortsovskiy, km 1089
- Intersection Rue Koutouzovskiy, km 1096
- Échangeur entre  et  vers Khabarovsk (route transsibérienne), km 1101
- Carrefour giratoire avec les routes 76A-138 (Oulan-Oudé — Romanovka — Tchita) et 76K-199 (contournement nord de Tchita se connectant à l') à Ougdan. Km 1106, fin[5].

### Note sur le kilométrage
La route subit d'importantes rénovations chaque année, le nombre de kilomètres est donc variable. L'itinéraire n'est pas exhaustif. Les distances et points kilométriques ont été calculées via Yandex.